# Campeonato Mundial de Patinação Artística no Gelo de 1932
O Campeonato Mundial de Patinação Artística no Gelo de 1932 foi a trigésima edição do Campeonato Mundial de Patinação Artística no Gelo, um evento anual de patinação artística no gelo organizado pela União Internacional de Patinação (em inglês:  International Skating Union) onde os patinadores artísticos competem pelo título de campeão mundial. A competição foi disputada entre os dias 28 de fevereiro e 1 de março na cidade de Montreal, Canadá.

## Eventos
- Individual masculino
- Individual feminino
- Duplas

## Medalhistas
| Evento                        | Ouro                                   | Prata                                    | Bronze                                             |
| Individual masculino detalhes | Karl Schäfer · Áustria                 | Montgomery Wilson · Canadá               | Ernst Baier · Alemanha                             |
| Individual feminino detalhes  | Sonja Henie · Noruega                  | Fritzi Burger · Áustria                  | Constance Samuel · Canadá                          |
| Duplas detalhes               | Andrée Brunet · Pierre Brunet · França | Emília Rotter · László Szollás · Hungria | Beatrix Loughran · Sherwin Badger · Estados Unidos |

## Resultados

### Individual masculino
| Pos.              | Nome              | Nacionalidade  | Pontos |
| ----------------- | ----------------- | -------------- | ------ |
| Medalha de ouro   | Karl Schäfer      | Áustria        | 7      |
| Medalha de prata  | Montgomery Wilson | Canadá         | 14     |
| Medalha de bronze | Ernst Baier       | Alemanha       | 25     |
| 4                 | Markus Nikkanen   | Finlândia      | 30     |
| 5                 | Roger Turner      | Estados Unidos | 30     |
| 6                 | James Maden       | Estados Unidos | 41     |
| 7                 | Kazuyoshi Oimatsu | Japão          | 53     |
| 8                 | Ryoichi Obitani   | Japão          | 55     |
| 9                 | Robin Lee         | Estados Unidos | 60     |

### Individual feminino
| Pos.              | Nome                   | Nacionalidade  | Pontos |
| ----------------- | ---------------------- | -------------- | ------ |
| Medalha de ouro   | Sonja Henie            | Noruega        | 7      |
| Medalha de prata  | Fritzi Burger          | Áustria        | 22     |
| Medalha de bronze | Constance Samuel       | Canadá         | 24     |
| 4                 | Maribel Vinson         | Estados Unidos | 26     |
| 5                 | Vivi-Anne Hultén       | Suécia         | 27     |
| 6                 | Yvonne de Ligne-Geurts | Bélgica        | 45     |
| 7                 | Megan Taylor           | Reino Unido    | 51     |
| 8                 | Cecilia Colledge       | Reino Unido    | 60     |
| 9                 | Mollie Phillips        | Reino Unido    | 67     |
| 10                | Joan Dix               | Reino Unido    | 72     |
| 11                | Suzanne Davis          | Estados Unidos | 71     |
| 12                | Margaret Bennet        | Estados Unidos | 82     |
| 13                | Elizabeth Fisher       | Canadá         | 83     |
| 14                | Mary Littlejohn        | Canadá         | 98     |

### Duplas
| Pos.              | Nome                                     | Nacionalidade  | Pontos |
| ----------------- | ---------------------------------------- | -------------- | ------ |
| Medalha de ouro   | Andrée Brunet / Pierre Brunet            | França         | 9      |
| Medalha de prata  | Emília Rotter / László Szollás           | Hungria        | 16     |
| Medalha de bronze | Beatrix Loughran / Sherwin Badger        | Estados Unidos | 22.5   |
| 4                 | Olga Orgonista / Sándor Szalay           | Hungria        | 24     |
| 5                 | Frances Claudet / Chauncey Bangs         | Canadá         | 36.5   |
| 6                 | Constance Samuel / Montgomery Wilson     | Canadá         | 40     |
| 7                 | Maude Smith / Jack Eastwood              | Canadá         | 49     |
| 8                 | Theresa Weld Blanchard / Nathaniel Niles | Estados Unidos | 58.5   |
| 9                 | Isobel Rogers / Melville Rogers          | Canadá         | 59.5   |

## Quadro de medalhas
| Ordem | País           | Medalha de ouro | Medalha de prata | Medalha de bronze |   | Ordem por total |
| ----- | -------------- | --------------- | ---------------- | ----------------- | - | --------------- |
| 1     | Áustria        | 1               | 1                |                   | 2 | 1               |
| 2     | França         | 1               |                  |                   | 1 | 3               |
| 2     | Noruega        | 1               |                  |                   | 1 | 3               |
| 4     | Canadá         |                 | 1                | 1                 | 2 | 1               |
| 5     | Hungria        |                 | 1                |                   | 1 | 3               |
| 6     | Alemanha       |                 |                  | 1                 | 1 | 3               |
| 6     | Estados Unidos |                 |                  | 1                 | 1 | 3               |
| TOTAL | TOTAL          | 3               | 3                | 3                 | 9 | —               |